# Колоколин
Колоко́лин — село у складі Букачівської селищної територіальної громади,Івано-Франківського району, Івано-Франківської області, 
Село розташоване за 6 км від центру громади селища.Букачівці,та залізничної станції Букачівці.

## Історія
Перша письмова згадка свідчить про існування села до 29 червня 1394 року.
Також згадується у книгах галицького суду 4 березня 1437 року.
У податковому реєстрі 1515 року в селі документується піп (отже, уже тоді була церква), млин у Руді та 2 лани (близько 50 га) оброблюваної землі.
У 1939 році в селі проживало 1830 мешканців (1530 українців-греко-католиків, 100 українців-римо-католиків, 180 поляків, 20 євреїв).
За даними облуправління МГБ у 1949 р. в тодішньому Букачівському районі підпілля ОУН найактивнішим було в селах Колоколин, Васючин, Княгиничі, Помонята і Явче.
У селі була центральна садиба колгоспу ім. Дзержинського. Артіль мала 1206 га земельних угідь, млин, електростанцію, майстерні. Колгосп розробляв поклади ангідритового каменю. В селі працював металообробний промкомбінат, який виготовляв: металеві ліжка, карнизи, вішалки, залізобетонні конструкції, гіпсоблоки, електро-рубильники.
За післявоєнні роки понад 400 мешканців здобули вищу й середню освіту.

## Населення
Населення села станом на 31.12.1880 р. становило 871 ч., на 09.12.1931 р. — 1682, на 01.01.1970 р. — 1562, на 01.01. 2009 р. — 582.

## Сьогодення
- Восьмирічна школа (діяльність призупинена, не працює з 01.09.2020)[6]
- Клуб
- Бібліотека
- Амбулаторія[7]
- Магазин.

## Пам'ятки
У селі є чотири археологічні пам'ятки та десять пам'яток мистецтва, які знаходяться на державному обліку. На території села виявлено поховання доби неоліту, бронзи та липицької культури.
Село, багате на поклади алебастрового каменю, було одним із осередків призабутого народного промислу — різьби по алебастровому каменю. У селі побутують легенди про те, що під час нападу на село татар люди ховалися від ворогів у давніх алебастрових печерах.
У Колоколині збереглася дерев'яна 3-зрубна церква Собору Івана Хрестителя (1837) [Архівовано 26 грудня 2013 у Wayback Machine.], яку розписав букачівецький іконописець Йов Варніцький, в 2008 р. — С. Вдовичин. Одну з ікон Й. Варніцького в 1986 р. було передано через О. Бойкевича до Рогатинської Святодухівської церкви-музею.

### Пам'ятники
У селі споруджено пам'ятник Тарасу Шевченку.

## Відомі люди

### Народились
- Драк Микола Мар'янович (1929-29.9.2011, Львів) — педагог, науковець (кандидат історичних наук), громадський діяч, депутат Львівської обласної ради І-го демократичного скликання від Руху (Львів, Галицький район).[8] Похований на Голосківському цвинтарі. Автор розвідок «Історія села Романів» (Романів — Пустомити — Львів, 1964), «Фірма Бачевських у Львові і розвиток лікеро-горілчаної промисловості в Галичині (1782—1939)» (Львів, 2004).